# Liste der Stolpersteine in Hamburg-Wilstorf
Die Liste der Stolpersteine in Hamburg-Wilstorf enthält alle Stolpersteine, die im Rahmen des gleichnamigen Kunst-Projekts von Gunter Demnig in Hamburg-Wilstorf verlegt wurden. Mit ihnen soll Opfern des Nationalsozialismus gedacht werden, die in Hamburg-Wilstorf lebten und wirkten.
Diese Seite ist Teil der Liste der Stolpersteine in Hamburg, da diese mit insgesamt 7139 (Stand: März 2025) Steinen zu groß würde und deshalb je Stadtteil, in dem Steine verlegt wurden, eine eigene Seite angelegt wurde.
| Adresse                    | Person(en)                     | Inschrift | Bilder | Anmerkung |
| -------------------------- | ------------------------------ | --- | ------ | --- |
| Am Frankenberg 8 ·         | Liselott Kreidelmeyer          | Hier wohnte Liselott Kreidelmeyer Jg. 1923 eingewiesen 1938 Alsterdorfer Anstalten ‚verlegt‘ 1943 Heilanstalt Am Steinhof/Wien ermordet 27.8.1943               |        | Eintrag auf stolpersteine-hamburg.de |
| Am Frankenberg 22 ·        | Heinrich Coors                 | Hier wohnte Heinrich Coors Jg. 1911 im Widerstand verhaftet 1942 Haft in Hamburg 1944 Neuengamme tot 3.5.1945 Neustädter Bucht                                  |        | Eintrag auf stolpersteine-hamburg.de |
| Am Mühlenfeld 107 ·        | Karl Kock                      | Hier wohnte Karl Kock Jg. 1908 Widerstandskämpfer hingerichtet 26.6.1944                                                                                        |        | Eintrag auf stolpersteine-hamburg.de Weitere Stolpersteine befinden sich in Hamburg-Harburg und Hamburg-Neustadt. |
| Anzengruberstraße 7 ·      | Karl Suderburg                 | Hier wohnte Karl Suderburg Jg. 1910 eingewiesen 1929 Rotenburger Anstalten ‚verlegt‘ 1941 Heilanstalt Weilmünster ermordet 11.2.1942                            |        | Eintrag auf stolpersteine-hamburg.de |
| Besselstraße 4 ·           | Martha Hermann geb. Müller     | Hier wohnte Martha Hermann geb. Müller Jg. 1897 eingewiesen 1937 Heilanstalt Langenhorn ‚verlegt‘ 25.11.1941 Heilanstalt Pfafferode ermordet 26.12.1943         |        | Eintrag auf stolpersteine-hamburg.de |
| Flebbestraße 50 ·          | Richard Gohert                 | Hier wohnte Richard Gohert Jg. 1895 Widerstandskämpfer U-Haft in Hamburg ermordet 18.11.1944                                                                    |        | Eintrag auf stolpersteine-hamburg.de Der Stolperstein vor seiner Arbeitsstätte in Harburg (siehe Liste der Stolpersteine in Hamburg-Harburg) nennt als Geburtsjahrgang abweichend 1896. Ein weiterer Stolperstein befindet sich in Hamburg-Neustadt. |
| Heinrich-Heine-Straße 30 · | Paul Dreibrodt                 | Hier wohnte Paul Dreibrodt Jg. 1905 im Widerstand verhaftet 5.3.1943 Zuchthaus Celle tot 28.5.1945 Zuchthaus Bötzow                                             |        | Eintrag auf stolpersteine-hamburg.de |
| Heinrich-Heine-Straße 34 · | Friedrich Böhning              | Hier wohnte Friedrich Böhning Jg. 1909 eingewiesen 1941 ‚Heilanstalt‘ Kaufbeuren ermordet 12.5.1944                                                             |        | Eintrag auf stolpersteine-hamburg.de |
| Jägerstraße 22 ·           | Heinz Cleemann                 | Hier wohnte Heinz Cleemann Jg. 1935 eingewiesen 1942 Alsterdorfer Anstalten 1943 ‚verlegt‘ Heilanstalt Mainkofen tot an den Folgen 18.6.1945                    |        | Eintrag auf stolpersteine-hamburg.de |
| Kapellenweg 15 ·           | August Quest                   | Hier wohnte August Quest Jg. 1886 Zuchthaus Celle Bützow-Dreibergen ermordet 28.4.1945                                                                          |        | Eintrag auf stolpersteine-hamburg.de |
| Kapellenweg 15 ·           | Emma Quest                     | Hier wohnte Emma Quest Jg. 1881 Zuchthaus erkrankt tot an den Folgen                                                                                            |        | Eintrag auf stolpersteine-hamburg.de |
| Lönsstraße 35 ·            | Herbert Bittcher               | Hier wohnte Herbert Bittcher Jg. 1908 Widerstandskämpfer hingerichtet 22.4.1944 in Brandenburg                                                                  |        | Eintrag auf stolpersteine-hamburg.de Ein weiterer Stolperstein befindet sich in Hamburg-Harburg. |
| Reeseberg 19 ·             | Heinrich Meier                 | Hier wohnte Heinrich Meier Jg. 1891 verhaftet 27.9.1943 ‚Rundfunkverbrechen‘ 1944 Zuchthaus Hameln befreit tot an Haftfolgen                                    |        | Eintrag auf stolpersteine-hamburg.de |
| Reeseberg 53 ·             | Walter Müller                  | Hier wohnte Walter Müller Jg. 1911 eingewiesen 1924 Rotenburger Anstalten ‚verlegt‘ 1941 Heilanstalt Weilmünster ermordet 14.11.1941                            |        | Eintrag auf stolpersteine-hamburg.de |
| Reeseberg 90 ·             | Berthold Bormann               | Hier wohnte Berthold Bormann Jg. 1904 im Widerstand vor Gestapohaft Flucht in den Tod 23.11.1943                                                                |        | Eintrag auf stolpersteine-hamburg.de |
| Reeseberg 104 ·            | Ehrenfried Diers               | Hier wohnte Ehrenfried Diers Jg. 1908 eingewiesen 1930 Rotenburger Anstalten ‚verlegt‘ 10.10.1941 Heilanstalt Lüneburg ermordet 14.9.1944                       |        | Eintrag auf stolpersteine-hamburg.de |
| Reeseberg 109 ·            | Martha Bedey geb. Metschies    | Hier wohnte Martha Bedey geb. Metschies Jg. 1901 eingewiesen 1941 Staatskrankenanstalt Friedrichsberg ‚verlegt‘ 7.8.1943 Heilanstalt Hadamar ermordet 20.1.1945 |        | Eintrag auf stolpersteine-hamburg.de |
| Rönneburger Straße 32 ·    | Margarete Heinsen geb. Lampert | Hier wohnte Margarete Heinsen geb. Lampert Jg. 1903 eingewiesen 1938 Staatskrankenhaus Langenhorn ‚verlegt‘ 1943 Hadamar ermordet 19.7.1943                     |        | Eintrag auf stolpersteine-hamburg.de |
| Winsener Straße 19 ·       | Günther Fitschen               | Hier wohnte Günther Fitschen Jg. 1933 eingewiesen 18.5.1937 Alsterdorfer Anstalten ‚verlegt‘ 10.8.1943 Heilanstalt Mainkofen ermordet 29.4.1945                 |        | Eintrag auf stolpersteine-hamburg.de |
| Winsener Straße 30 ·       | Alfons Teschke                 | Hier wohnte Alfons Teschke Jg. 1898 Spanienkämpfer tot 1937 |        | Eintrag auf stolpersteine-hamburg.de |
| Winsener Straße 37 ·       | Luise Schulze geb. Hoenig      | Hier wohnte Luise Schulze geb. Hoenig Jg. 1906 eingewiesen 22.7.1936 Heilanstalt Lüneburg ‚verlegt‘ 28.5.1941 Hadamar ermordet 28.5.1941 ‚Aktion T4‘            |        | Eintrag auf stolpersteine-hamburg.de |